# Підземний стік
Підзе́мний стік — 
1. процес переміщення (стік) підземних вод у товщі земної кори під впливом сили тяжіння від області живлення до області розвантаження; є складовою частиною кругообігу води в природі;
2. кількість води, що протікає за певний час через поперечний переріз підземного потоку;
3. частина загального річкового стоку, що формується завдяки підземного притоку в річкову сітку.

Підземний стік виражають через такі показники: витрата води, об'єм стоку, модуль стоку, шар стоку. 
Частина підземного стоку в загальному річковому стоці на території України становить близько 25%. Його розподіл дуже нерівномірний: на півдні він близький до нуля, на півночі становить 20—30 мм, у гірських регіонах — до 100—250 мм і більше.